# Parc Nacional de Mercantour
Parc Nacional Mercantour (francès: Parc nacional du Mercantour) és un dels deu parcs nacionals de França. D'ençà que fou creat el 1979, el Parc Mercantour ha demostrat la seva popularitat amb 800.000 visitants cada any gaudint de 600 km de viaranys marcats i visitant els seus pobles.

## Extensió
L'àrea protegida és de 685 km², consistent en una zona inhabitada central que comprèn set valls - Ròia, Bévéra, Vésubie, Tinée, Haut Var/Cians (en els Alps) més Verdon i Ubaye (en els Alps de l'Alta Provença) - i una zona perifèrica que comprèn 28 pobles. Molts d'ells són pobles enfilats, com Balvèr a l'entrada a l'espectacular vall Gordolasque, encobrint grans riqueses arquitectòniques (nombroses esglésies decorades amb murals i retaules de pintors primitius de Niça). Més de 150 llocs rurals es troben dins del Parc. Al voltant del Mont Bégo hi ha petròglifs picats damunt pissarra i granit. Han estat datats del Neolític tardà i l'edat de bronze.

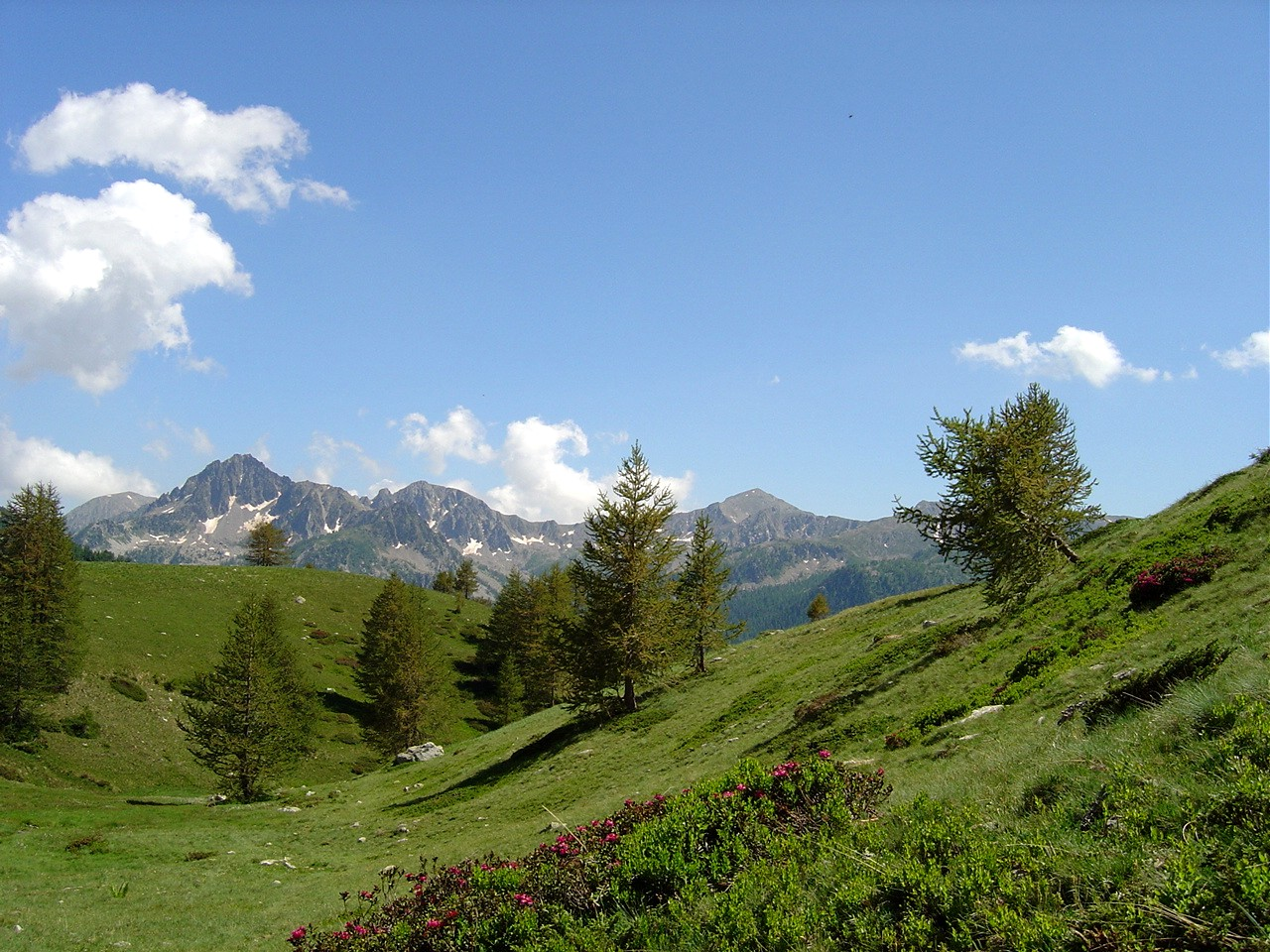
Vallon de Mollières, Mercantour Parc Nacional, França 2004-07-4

## Geografia
En el cor d'aquest enquadrament de cimeres vertiginoses (incloent el Cime du Gélas, la tercera muntanya més alta dels Alps Marítims a 3.143 m), es troba una joia catalogada com a monument històric, la famosa Vall de les Meravelles (Vallée des Merveilles). Al peu del Mont Bégo, els escaladors poden admirar alguns dels 37.000 petròglifs que daten de l'edat de bronze; representen armes, bestiar i figures humanes, algunes molt misterioses. També es troba el Musée des Merveilles a Tende.

## Flora
A més de l'alzina, l'olivera mediterrània, rododendre, avet, pícees, pins suïssos i sobretot làrixs, el Parc Mercantour conté també més de 2.000 espècies de plantes florides, 200 de les quals són molt rares: edelweiss i el lliri marcòlic, però hi ha també saxifrage amb flors múltiples, sempervivum, molsa campion (Silene acaulis) i la genciana, que ofereix una paleta multicolor a la primavera.

## Fauna
Els visitants poden veure fàcilment els Isards i sentir xiular a les marmotes. L'ermini és més rar (i més furtiu), mentre la Cabra dels Alps i el Mufló, amb una mica de sort, poden ser observats durant les parts més fresques del dia a l'estiu.
Hi ha una varietat enorme de flora i fauna en el Parc Mercantour: cérvol comú i cabirol, llebres i senglars, perdius, àguiles daurades i rapinyaires, nombroses espècies de papallones i fins i tot aproximadament 50 llops italians (que van emigrar a principis del 1990s). El centre de llops rep als visitants a Sant-martin-Vésubie.